# Gwangju
La Ciutat Metropolitana de Gwangju (hangul: 광주 광역시, hanja: 光州 广域 市) també coneguda com a Gwangju (hangul: 광주, hanja: 光州, AFI: /kwaŋʤú/, llegiu: kuang-djú) és una ciutat de Corea del Sud situada al sud-oest del país amb una població d'1.454.784 habitants. La ciutat va ser fins a l'any 2005 la capital de la província de Jeollanam-do, quan la seu provincial es va transferir a la ciutat de Namaka.

## Història
Gwangju va ser fundada al voltant del 57 aC i és des de llavors un important centre comercial i administratiu. Amb la construcció del ferrocarril a Seül el 1914, la indústria moderna va començar a instal·lar-se a la ciutat, fins que el 1967 es va construir una zona industrial que va donar com a resultat un fort increment en el sector, donant un major auge al sector automotriu. El 2015 va inaugurar el Asia Culture Center, un centre cultural de referència.

## Ciutats agermanades
- Tainan, República de la Xina (1968)
- San Antonio, Estats Units (1981)
- Canton, Xina (1996)
- Medan, Indonèsia (1997)
- Sendai, Japó (2002)
- Maceió, Brasil (2009)